# GSI
Grid Security Infrastructure (GSI), колишня назва Globus Security Infrastructure, це специфікація захищеного протоколу комунікації в середовищі ґрід, на основі асиметричної криптографії.